# Aden

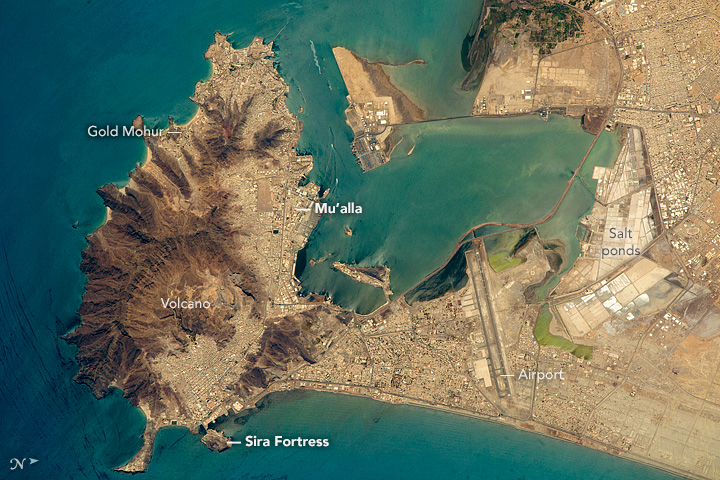
Cảng Aden chụp từ ISS, 2016

Aden (tiếng Ả Rập: عدن ʿAdin/ʿAdan  tiếng Yemen: [ˈʕæden, ˈʕædæn]) là một thành phố cảng và thủ đô tạm thời của Yemen, tọa lạc ở bên bờ lối vào phía đông của biển Đỏ (Vịnh Aden), khoảng 170 km (110 mi) về phía đông của eo biển Bab-el-Mandeb. Dân số của thành phố là khoảng 800.000 người. Bến cảng tự nhiên của Aden nằm trên miệng của một ngọn núi lửa đã tắt, nay là một bán đảo nối với đất liền bởi một eo đất nhỏ. Bến cảng này, Front Bay, được sử dụng bởi Vương quốc Awsan từ thế kỷ 7 tới thế kỷ 5 TCN. Bến cảng hiện đại nằm ở bờ kia của bán đảo.
Aden bao gồm một số khu vực đặc biệt: Craiter, thành phố cảng thời xưa; Mualla, cảng hiện nay; Tawahi, còn có tên gọi khác là "Steamer Point" vào thời thuộc địa; và các khu nghỉ mát của Gold Mohur. Khormaksar, địa danh nằm trên eo đất nối Aden với đất liền, là nơi có các tòa nhà ngoại giao, các văn phòng của Đại học Aden, cùng Sân bay quốc tế Aden (trước là căn cứ RAF Khormaksar của Không quân Hoàng gia Anh), sân bay lớn thứ hai của Yemen. Trên đất liền bao gồm các trung tâm lớn như Sheikh Othman, một cựu ốc đảo; Al-Mansura, một thị trấn được người Anh Quốc quy hoạch; và Madinat ash-Sha'b (tên cũ là Madinat al-Itihad), nơi từng là thủ đô của Liên bang Nam Ả Rập và nay là nơi đặt một nhà máy điện/khử muối lớn và các khoa của Đại học Aden.
Aden trước là thủ đô của Cộng hòa Dân chủ Nhân dân Yemen cho tới khi nước này thống nhất với Cộng hòa Ả Rập Yemen vào năm 1990, và một lần nữa trở thành thủ đô tạm thời của Yemen sau khi phong trào Houthi nằm quyền ở Yemen, do Tổng thống Abdrabbuh Mansur Hadi tuyên bố sau khi nhóm Houthis chiếm đóng Sana'a. Từ tháng 3 tới tới tháng 7 năm 2015, xung đột tại Aden giữa Houthis và những người trung thành với Hadi. Nước uống, thực phẩm và thuốc men trở nên khan hiếm. Vào ngày 14 tháng 7, Lục quân Ả Rập Xê Út tổ chức tấn công nhằm giành lại Aden cho chính quyền của Hadi. Chỉ trong ba ngày nhóm Houthis đã bị đẩy lùi. Kể từ tháng 2 năm 2018, Aden được kiểm soát bởi Hội đồng Chuyển tiếp Phía nam, một tổ chức được UAE hậu thuẫn, được thành lập bởi Thị trưởng Aden ông Aidroos Alzubaidi sau khi ông bị Abdrabbuh Mansur Hadi cách chức cùng với cựu bộ trưởng và nhà lãnh đạo tôn giáo Salfi, Hani Bin Buraik.

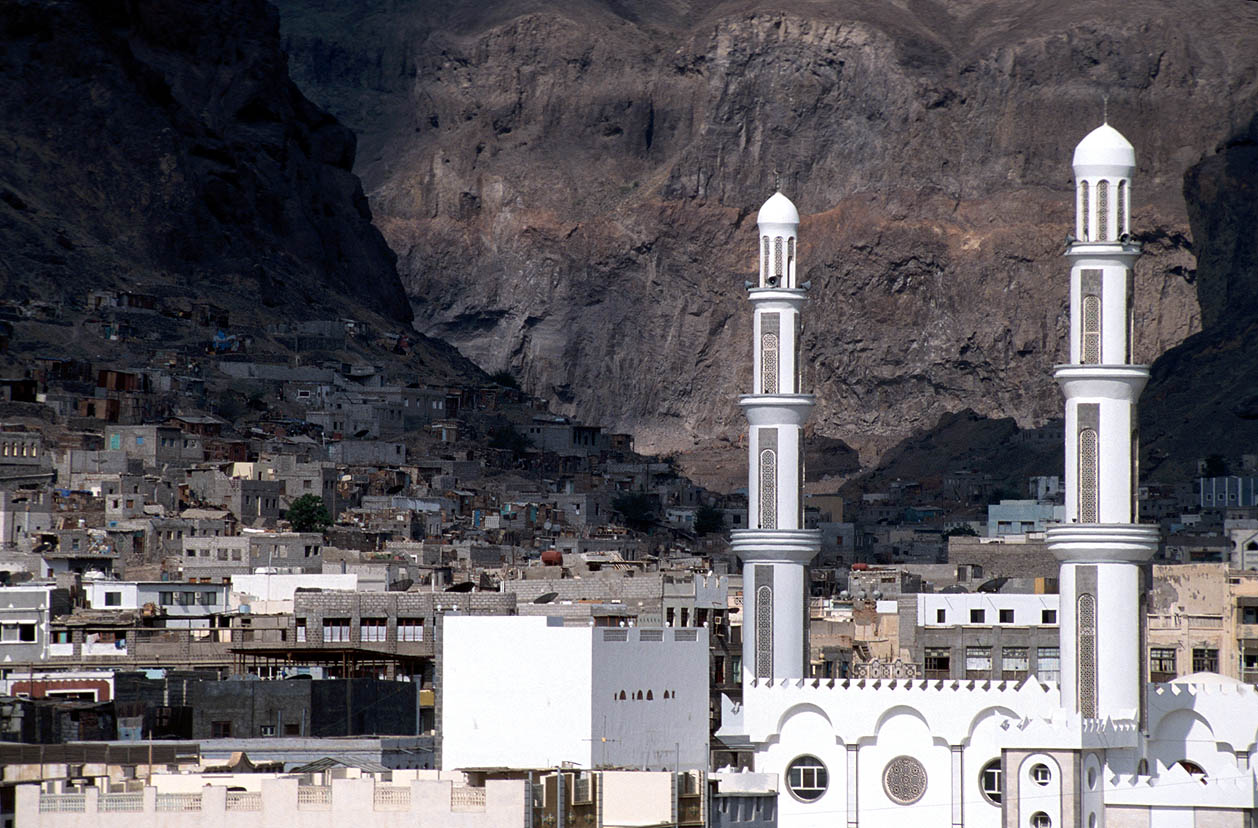
Phố cổ Aden, nằm trên một miệng của núi lửa nay đã ngừng phun (1999)

## Lịch sử

### Cổ đại
Một truyền thuyết ở Yemen kể rằng thời gian tồn tại của Aden có lẽ cũng ngang với lịch sử nhân loại. Một số còn tin rằng Cain và Abel được chôn cất tại thành phố này.
Vị trí thuận tiện của bến cảng trên tuyến đường biển từ Ấn Độ tới châu Âu khiến Aden trở thành một vùng đất được các vị vua thèm muốn qua suốt chiều dài lịch sử. Được biết tới với tên gọi Eudaemon (tiếng Hy Lạp cổ: Ευδαίμων, nghĩa là "hạnh phúc, thịnh vượng,") vào thế kỷ 1 TCN, đây là điểm trung chuyển cho các giao dịch thương mại tại biển Đỏ. Tuy nhiên Eudaemon gặp trở ngại lớn khi các tàu buôn quyết định bỏ qua nó và liều lĩnh đi thẳng tới Ấn Độ vào thế kỷ 1 CN, theo ghi chép trong bản ghi chép Periplus Maris Erythraei. Trong bản ghi chép này Aden được miêu tả là "một ngôi làng ven bờ biển." Đây chính là những miêu tả về thị trấn Crater khi nó vẫn còn chưa phát triển. Không có bất cứ đề cập nào về các pháo đài trong giai đoạn này, Aden vẫn còn là một hòn đảo do eo đất (hay một doi cát nối đảo) chưa được tạo ra.

### Trung Cổ

Aden, với đội tàu Bồ Đào Nha (hình vẽ của nhà xuất bản Braun & Hogenberg năm 1590)

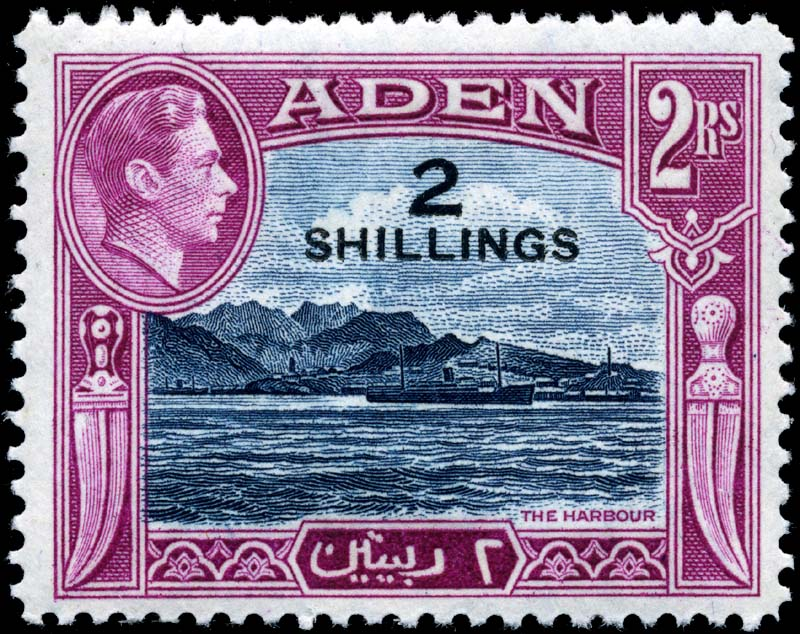
Tấm tem năm 1951 vẽ quang cảnh Steamer Point với mặt ngoài ngọn núi lửa Crater ở phía xa

Mặc dù nền văn minh Himyar tiền Hồi giáo có thể xây nên những công trình lớn, tuy nhiên không có nhiều pháo đài hay thành quách trong giai đoạn này. Các công trình phòng thủ tại Mareb và những nơi khác ở Yemen và Hadhramaut rõ ràng đã chứng minh các nền văn hóa Himyar và Saba hoàn toàn có thể xây dựng. Tuy vậy, các sử gia Ả Rập là Ibn al Mojawir và Abu Makhramah coi Beni Zuree'a là người đầu tiên xây dựng một công trình phòng thủ ở Aden. Abu Makhramah cũng có những ghi chép chi tiết về Muhammad Azim Sultan Qamarbandi Naqsh trong tác phẩm Tarikh ul-Yemen. Mục đích có lẽ là để ngăn chặn sự xâm lăng của ngoại bang và duy trì tiền thuế từ việc kiểm soát các hoạt động hàng hóa, do đó tránh nạn buôn bán lậu. Tuy vậy thời kỳ này các công trình này tỏ ra khá mỏng manh.
Sau năm 1175 CN, việc tái xây dựng tường thành một cách kiên cố hơn bắt đầu, và kể từ đây Aden trở thành một thành phố hấp dẫn đối với các thủy thủ và thương nhân từ Ai Cập, Sindh, Gujarat, Đông Phi và cả Trung Quốc. Theo Muqaddasi, phần lớn dân số của Aden vào thế kỷ 10 là người Ba Tư.
Vào năm 1421, Minh Thành Tổ từ Trung Quốc ra lệnh cho thái giám Lý Hưng và thái giám Chu Mãn trong đoàn thuyền của Trịnh Hòa để truyền đạt một chiếu lệnh với mũ miện và quần áo để tặng cho vua Aden. Đoàn sứ giả gồm ba bảo thuyền Trung Quốc và khởi hành từ Sumatra tới cảng Aden. Sự kiện này được ghi lại trong cuốn Doanh nhai thắng lãm của Mã Hoan, người đi cùng với đoàn.
Vào năm 1513, những người Bồ Đào Nha do thuyền trưởng Afonso de Albuquerque dẫn đầu, đã tổ chức một cuộc đánh chiếm Aden nhưng thất bại.

### Chính quyền Anh Quốc 1839-1967

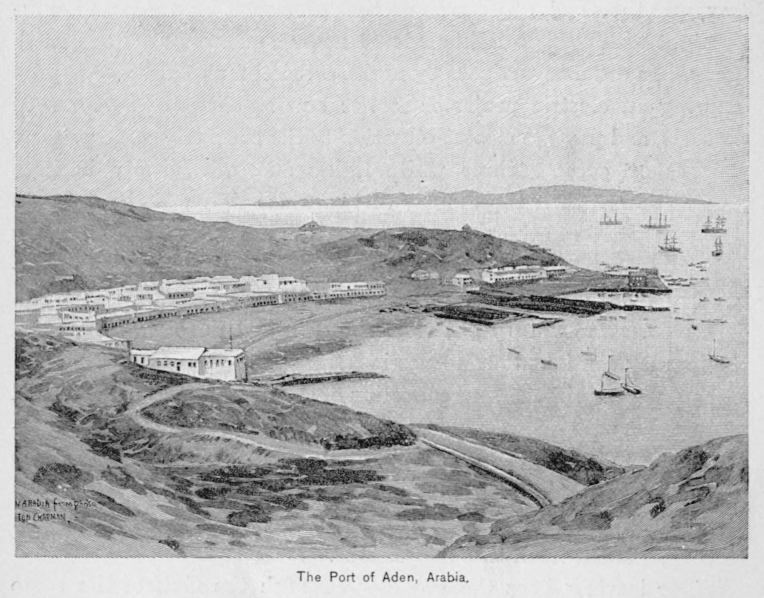
Cảng Aden 1890

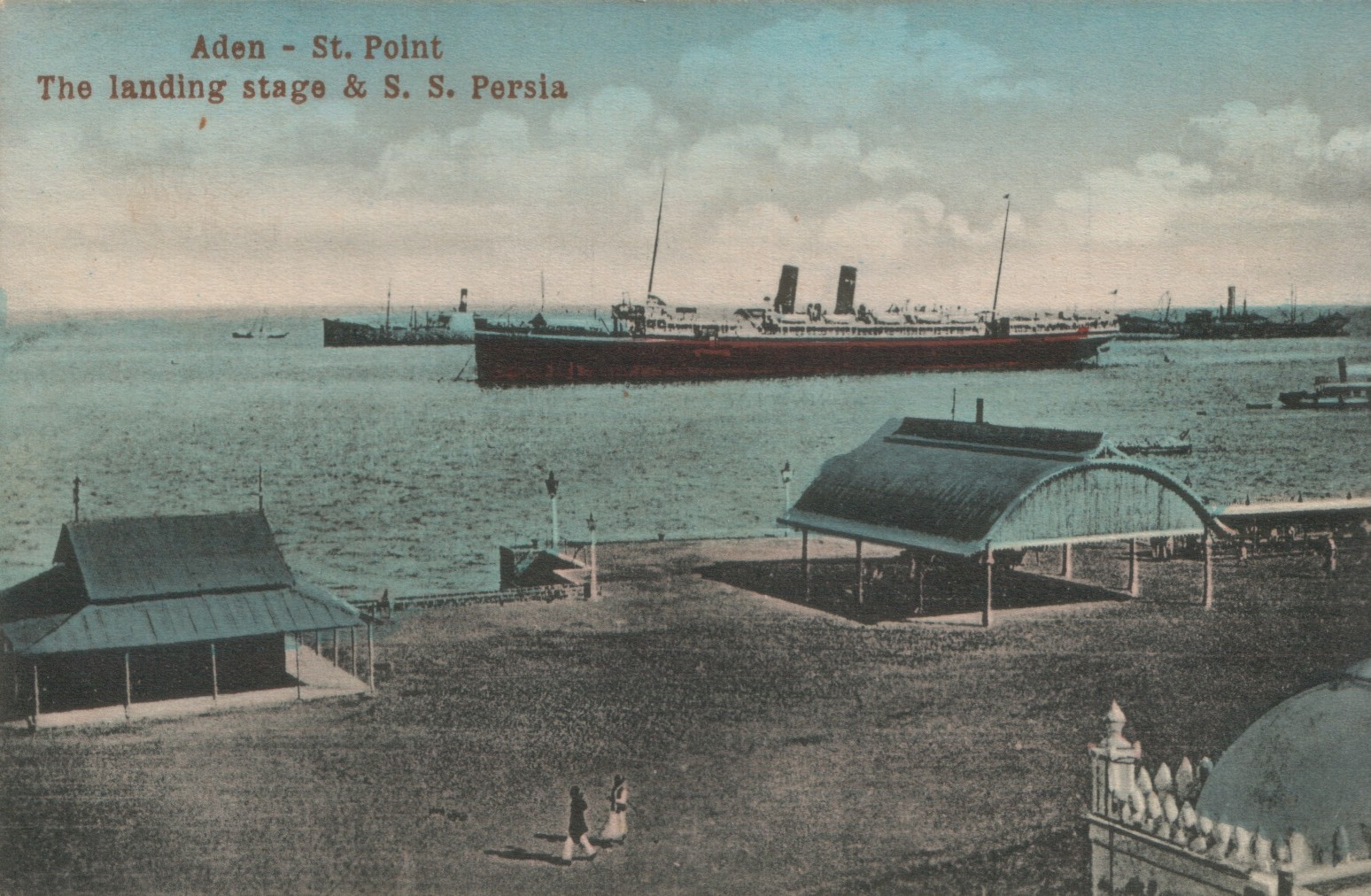
Cảng Aden (khoảng năm 1910).

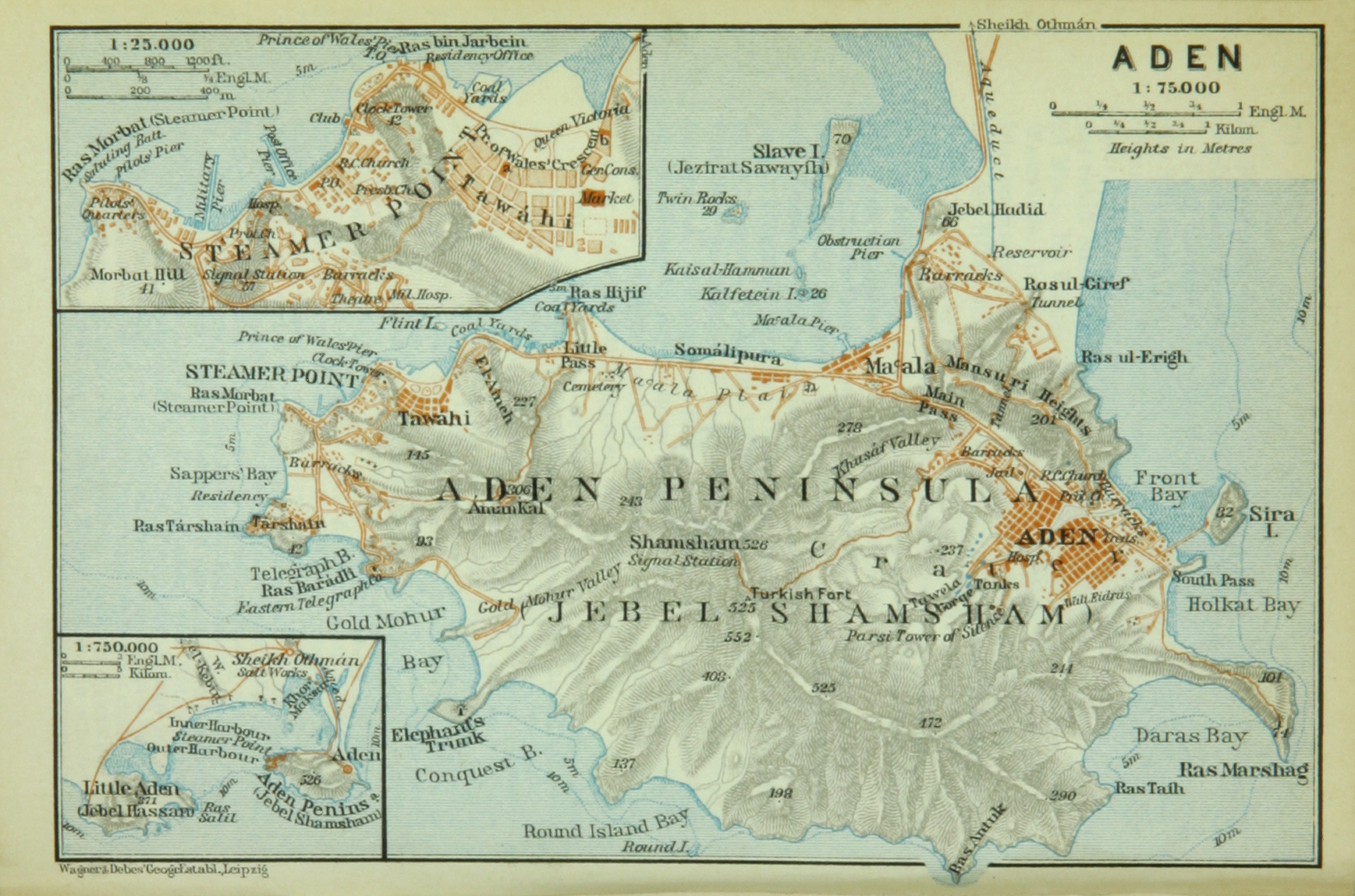
Bản đồ bán đảo Aden, khoảng năm 1914

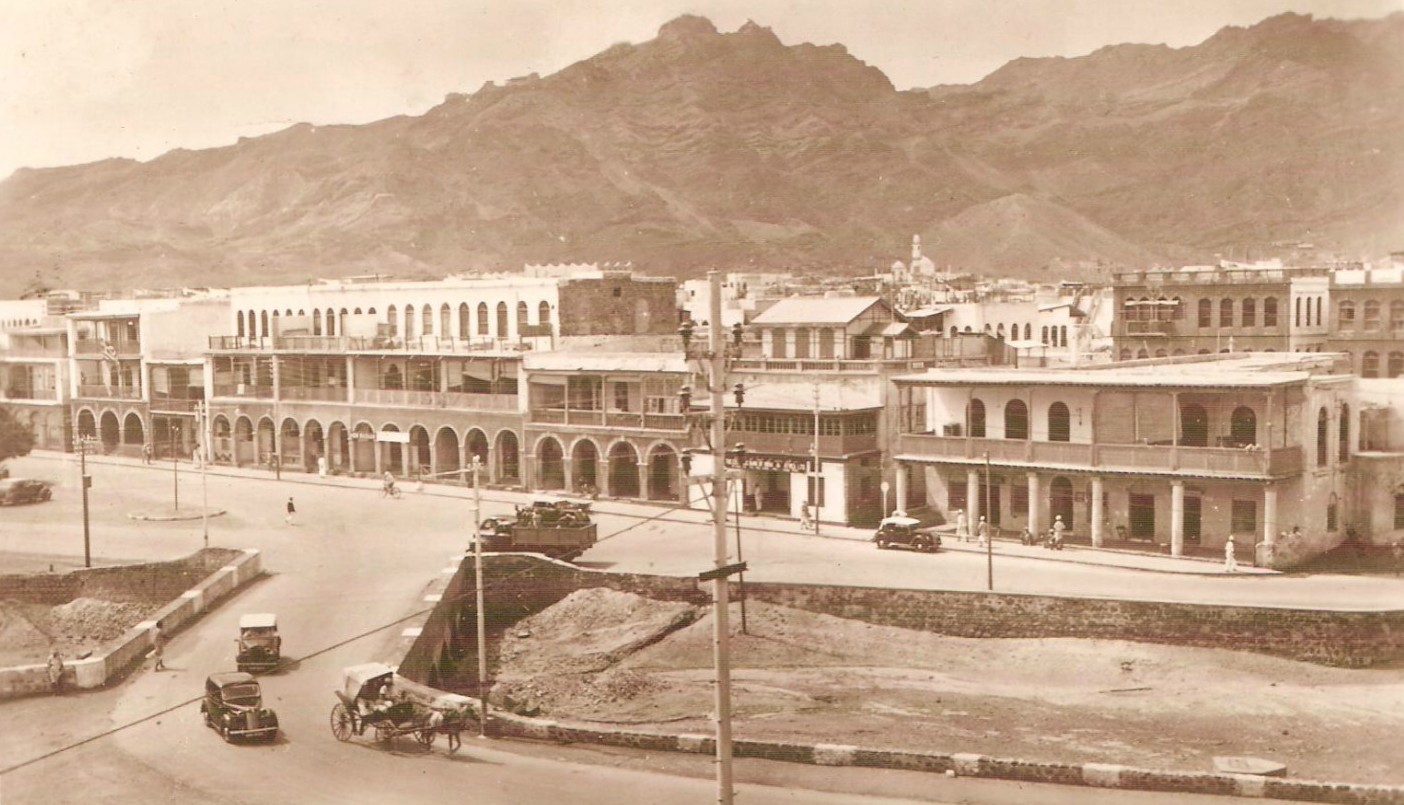
Con đường Esplanade cuối thập niên 1930

Trước khi người Anh tới cai trị, Aden bị Đế quốc Bồ Đào Nha kiểm soát trong giai đoạn 1513-1538 và 1547-1548 và là thuộc địa của Đế quốc Ottoman trong các giai đoạn 1538-1547 và 1548-1645.
Vào năm 1609 tàu The Ascension là tàu Anh đầu tiên viếng thăm Aden, trước khi căng buồm tới Mocha trong chuyến hành trình thứ tư của Công ty Đông Ấn Anh.
Sau thời kỳ Ottoman, Aden thuộc quyền quản lý của Vương quốc Lahej, thuộc chủ quyền tôn giáo của các imam Zaidi ở Yemen.
Người Anh bắt đầu quan tâm tới Aden vào năm 1796 sau khi Napoleon xâm lược Ai Cập, còn một hải đội của Anh sau đó neo tại Aden trong nhiều tháng theo lời mời của Sultan. Người Pháp thua trận ở Ai Cập năm 1801 và các tàu privateer của họ bị săn lùng trong suốt thập kỷ sau đó. Cho tới năm 1800, Aden vẫn chỉ là ngôi làng nhỏ với khoảng 600 người Ả Rập, người Somali, người Do Thái và người Ấn Độ. Họ chủ yết sống trong những túp lều bằng sậy được dựng lên giữa những tàn tích gợi lại một kỷ nguyên giàu có và thịnh vượng xưa kia. Do chưa có nhiều sự thông thương của người Anh ở biển Đỏ nên cho tới thập niên 1830 các chính khách người Anh không có quá nhiều mối quan tâm tại đây ngoại trừ việc trấn áp cướp biển. Tuy nhiên, một vài quan chức chính phủ và Công ty Đông Ấn Anh nghĩ rằng một căn cứ Anh Quốc tại đây sẽ là cần thiết để ngăn chặn bước tiến của quân Pháp nếu có thông qua Ai Cập hay sự bành trướng của Nga ở Ba Tư. Sự xuất hiện của Muhammad Ali, một nhân vật quyền lực địa phương, càng tăng thêm mối lo ngại. Thống đốc Bombay từ 1834 tới năm 1838, Sir Robert Grant, là một trong những người tin rằng Ấn Độ chỉ có thể được bảo vệ bằng việc nắm bắt trước 'các khu vực trọng yếu' ở khu vực Ấn Độ Dương.
Tầm quan trọng của biển Đỏ gia tăng sau khi tàu hơi nước Hugh Lindsay khởi hành từ Bombay tới eo đất Suez vào năm 1829 đã dừng chân ở Aden để tiếp than với sự đồng ý của sultan. Mặc dù hàng hóa vẫn phải chở qua Mũi Hảo Vọng bằng thuyền buồm, tuyến qua Suez bằng tàu hơi nước sẽ là lựa chọn nhanh hơn cho công tác vận chuyển và liên lạc. Grant nhận thấy các tàu chiến dọc tuyến Bombay-Suez sẽ giúp đảm bảo vững chắc lợi ích của Anh Quốc ở khu vực và dốc sức hiện thực hóa tham vọng của ông. Sau các cuộc thương lượng dai dẳng liên quan tới chi phí đầu tư công nghệ mới, chính phủ đồng ý trả nửa số tiền cho sáu hải trình một năm và ban lãnh đạo Công ty Đông Ấn chấp thuận yêu cầu mua thêm hai tàu hơi nước mới vào năm 1837. Grant ngay lập tức thông báo hàng tháng sẽ có các chuyến đi tới Suez, mặc dù không hề có trạm cung cấp than nào được thành lập.
Vào năm 1838, dưới thời Muhsin bin Fadl, Lahej cắt 194 km2 (75 dặm vuông Anh) đất trong đó có Aden cho Đế quốc Anh. Vào ngày 19 tháng 1 năm 1839, Công ty Đông Ấn Anh đưa Thủy quân lục chiến Hoàng gia tới Aden để đóng quân và ngăn chặn các vụ cướp biển đối với tàu của Anh British tới Ấn Độ. Vào năm 1850 Aden trở thành thương cảng tự do nhộn nhịp với việc buôn bán rượu, muối, vũ khí và thuốc phiện và tất cả các cuộc giao dịch cà phê từ Mokha. Khoảng cách từ cảng tới Kênh đào Suez, Mumbai và Zanzibar (đều là các thuộc địa của Anh) gần như bằng nhau. Aden trở thành nơi cung cấp các nhu yếu phẩm, đặc biệt là nước và than đá vào giữa thế kỷ 19. Đây cũng là lý do một trạm cung cấp than đá được xây dựng ở Steamer Point và Aden sau đó tiếp tục được người Anh kiểm soát cho tới tháng 11 năm 1967.
Cho tới năm 1937, Aden trực thuộc Ấn Độ thuộc Anh dưới danh nghĩa Khu định cư Aden (Aden Settlement). Lãnh thổ của Aden được mở rộng với 13 km2 (5,0 dặm vuông Anh) diện tích đảo Perim vào năm 1857, 73 km2 (28 dặm vuông Anh) diện tích Quần đảo Khuriya Muriya vào năm 1868, và thêm 108 km2 (42 dặm vuông Anh) diện tích của đảo Kamaran vào năm 1915. Khu định cư trở thành Tỉnh Aden (Aden Province) vào năm 1935.
Vào năm 1937, Khu định cư tách khỏi Ấn Độ và trở thành Thuộc địa Aden, một thuộc địa hoàng gia (crown colony). Sự thay đổ chế độ dẫn tới sự thay đổi về tiền tệ và tem thư. Khi Ấn Độ thuộc Anh độc lập vào năm 1947, rupee Ấn Độ (tiền xu gọi là annas) được thay thế bằng shilling Đông Phi. Khu vực nội địa của Aden và vùng Hadhramaut tạo thành Xứ bảo hộ Aden với trụ sở chính ở Aden.
Vị trí của Aden cũng thuận lợi cho việc trung chuyển thư từ giữa các khu vực quanh Ấn Độ Dương và châu Âu. Do đó, một con tàu từ Suez tới Bombay có thể gửi thư tới Mombasa bằng cách để thư ở Aden.
Cuộc nổi loạn Aden 1947 chứng kiến 80 người Do Thái bị giết hại, tài sản của họ bị phá hủy và trường học bị thiêu rụi bởi người Hồi giáo. Sau Khủng hoảng Kênh đào Suez năm 1956, Aden trở thành thành phố chính của người Anh ở khu vực này.
Năm 1962 Aden gửi hai vận động viên dự Commonwealth Games ở Perth.

### Liên bang Nam Ả Rập và Khởi nghĩa Aden

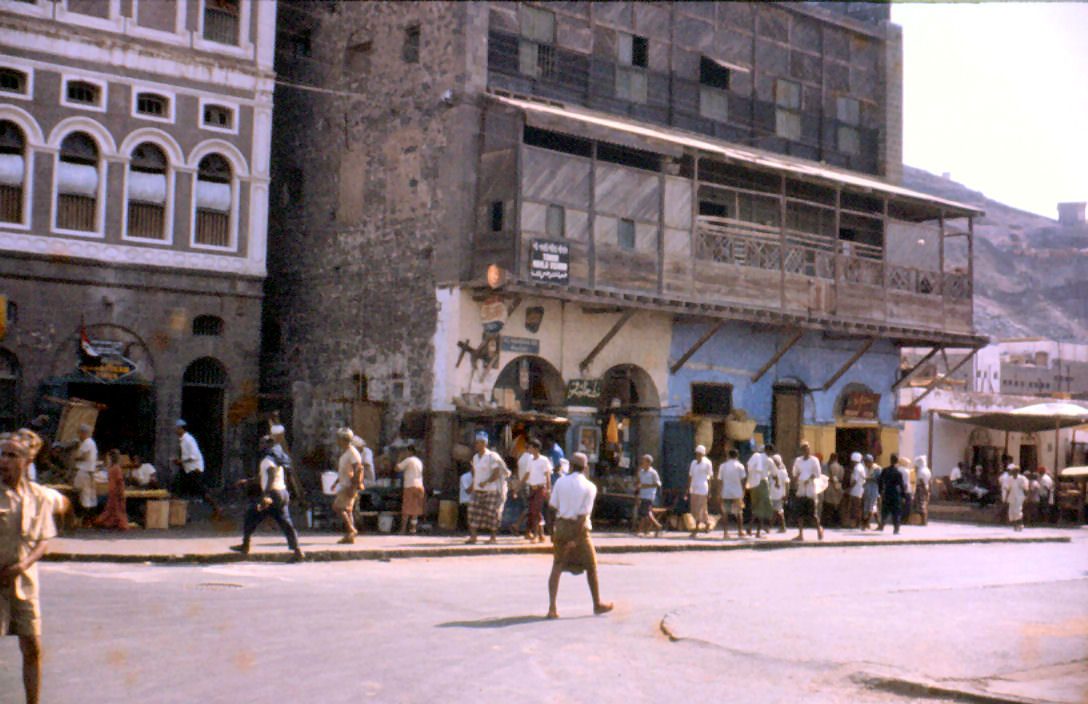
Aden năm 1960

Để ổn định tình hình Aden và xứ bảo hộ Aden khỏi sự ảnh hưởng của Bắc Yemen được Ai Cập chống lưng, người Anh nỗ lực thống nhất các quốc gia trong khu vực nhằm chuẩn bị cho độc lập. Vào ngày 18 tháng 1 năm 1963, Thuộc địa Aden được sáp nhập vào Liên bang Các Tiểu vương quốc Nam Ả Rập (Federation of Arab Emirates of the South) để đối phó với Bắc Yemen. Thành phố trở thành Nhà nước Aden và Liên bang được đổi tên thành Liên bang Nam Ả Rập (FSA).
Một cuộc khởi nghĩa chống chính quyền Anh (Khởi nghĩa Aden) bắt đầu với cuộc tấn công bằng lựu đạn của lực lượng Cộng sản Mặt trận Giải phóng Dân tộc (NLF) nhắm vào Cao ủy Anh Quốc diễn ra vào ngày 10 tháng 12 năm 1963, khiến một người chết và 50 người bị thương, đồng thời tình trạng khẩn cấp được ban bố.
Vào năm 1964, Anh Quốc tuyên bố muốn trao độc lập cho FSA vào năm 1968, tuy nhiên quân đội Anh vẫn được duy trì ở Aden. Tuy vậy tình trạng an ninh 
càng ngày càng xấu đi khi NLF và FLOSY (Mặt trận Giải phóng Nam Yemen bị chiếm đóng) tỏ ra chiếm ưu thế.
Vào tháng 1 năm 1967 diễn ra nhiều cuộc nổi loạn quy mô lớn giữa hai phe NLF và FLOSY ở khu phố cổ Ả Rập của Aden. Xung đột tiếp diễn tới giữa tháng 2, bất chấp sự can thiệp của quân Anh. Vào ngày 20 tháng 6 năm 1967, 23 sĩ quan Lục quân Anh bị mai phục và tiêu diệt bởi các thành viên lực lượng Cảnh sát Aden trong cuộc Binh biến Aden ở Crater. Trong thời gian này số lượng các cuộc tấn công lên quân Anh từ cả hai phe nổi dậy và số lượng cuộc đụng độ nhau của hai phe là nhiều như nhau, dẫn tới một chiếc máy bay Douglas DC-3 chở khách của Aden Airways bị bắn hạ.
Bạo lực gia tăng buộc các gia đình người Anh phải di tản nhanh hơn dự kiến. Vào ngày 30 tháng 11 năm 1967 quân Anh rút quân, để lại Aden cho NLF kiểm soát. Thủy quân lục chiến Hoàng gia, những người lính đầu tiên của Anh tới đây vào năm 1839, là những người cuối cùng rời đi — ngoại trừ phân đội Công binh Hoàng gia (Royal Engineer) (Phi đội 10 Airfields rời Aden vào ngày 13 tháng 12 năm 1967).

### Độc lập

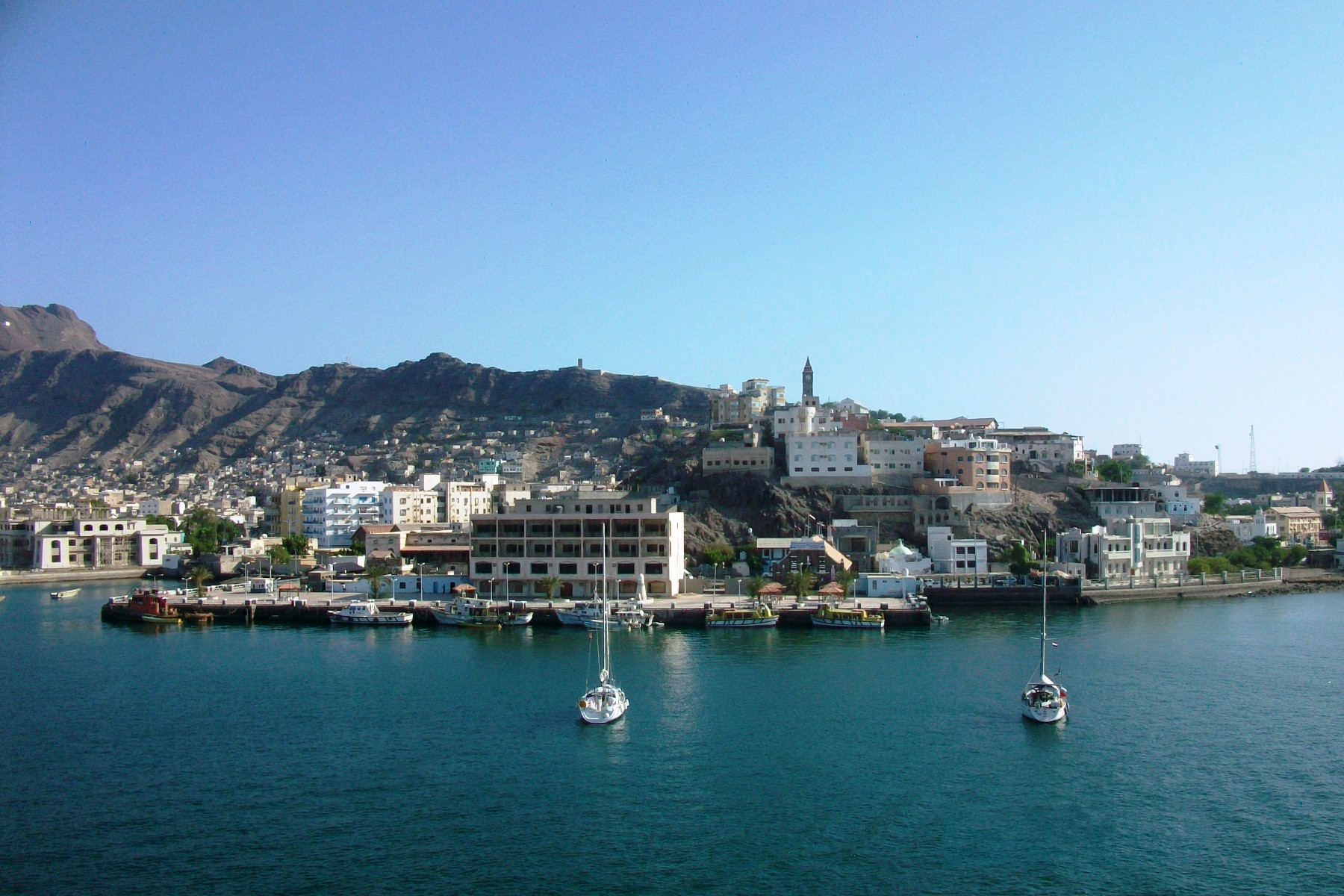
Cảnh quan Aden nhìn từ biển

Aden không còn là Thuộc địa trong Vương quốc Liên hiệp Anh và trở thành thủ đô của một quốc gia mới là Cộng hòa Nhân dân Nam Yemen. Vào năm 1970, quốc gia đổi tên thành Cộng hòa Dân chủ Nhân dân Yemen. Sau cuộc thống nhất Yemen giữa Bắc Yemen và Nam Yemen vào năm 1990, Aden không còn là thủ đô mả trở thành thủ phủ tỉnh Aden với lãnh thổ tương tự với Thuộc địa Aden.
Vào ngày 29 tháng 12 năm 1992, Al Qaeda tiến hành cuộc tấn công khủng bố đầu tiên tại Aden với vụ đánh bom Khách sạn Gold Mohur, nơi các quân nhân Hoa Kỳ nghỉ ngơi trên đường tới Somalia thực hiện Chiến dịch Restore Hope. Một người Yemen và một du khách Áo thiệt mạng.
Aden là thủ phủ của lực lượng ly khai Cộng hòa Dân chủ Yemen từ ngày 21 tháng 5 năm 1994 và trở về tay quân đội Yemen vào ngày 7 tháng 7 năm 1994.
Các thành viên của al Qaeda thực hiện kế hoạch phá hủy tàu khu trục gắn tên lửa The Sullivans tại cảng Aden, một phần trong âm mưu tấn công thiên niên kỷ 2000. Tuy nhiên chiếc xuồng mang chất nổ bị chìm và kế hoạch bị đổ bể.
Vụ đánh bom USS Cole diễn ra ở Aden vào ngày 12 tháng 10 năm 2000.
Vào năm 2007 do bất mãn đối với sự thống nhất, tổ chức ly khai Phong trào Nam Yemen được thành lập. Theo tờ The New York Times, các lãnh đạo ngầm của phong trào này gồm các nhà chính trị xã hội chủ nghĩa, Hồi giáo chủ nghĩa và các cá nhân mong muốn phục dựng lại Cộng hòa Dân chủ Nhân dân Yemen.
Vào năm 2015 Tổng thống Abdrabbuh Mansur Hadi trốn chạy tới Aden, quê hương của ông, sau khi bị lật đổ trong một cuộc đảo chính. Ông tuyên bố mình vẫn là tổng thống hợp pháp của Yemen và kêu gọi các cơ quan nhà nước và quan chức trung thành với mình chuyển về Aden. Trong bài phát biểu trên truyền hình ngày 21 tháng 3 năm 2015, ông tuyên bố Aden là "thủ đô kinh tế và tạm thời" trong thời gian Sana'a bị Houthis kiểm soát.
Aden chìm trong các cuộc đụng độ giữa các lực lượng của Hadi với các lực lượng trung thành với cựu tổng thống Ali Abdullah Saleh trong trận chiến giành Sân bay quốc tế Aden vào ngày 19 tháng 3 năm 2015. Sau cuộc chiến, toàn bộ thành phố tiếp tục trở thành chiến trường trận chiến Aden, phá hủy nhiều công trình xây dựng và làm ít nhất 198 người chết kể từ 25 tháng 3 năm 2015. Vào ngày 14 tháng 7 năm 2015, Lục quân Ả Rập Xê Út thực hiện cuộc tấn công vào thành phố. Trong ba ngày, thành phố sạch bóng phiến quân Houthis.
Từ ngày 28 tháng 1 năm 2018, các nhân vật ly khai trung thành với STC nắm quyền kiểm soát các trụ sở của chính phủ Yemen ở Aden trong cuộc đảo chính chống chính phủ của Hadi.
Chủ tịch STC ông Aidarus al-Zoubaidi thông báo tình trạng khẩn cấp ở Aden và tuyên bố "STC đã bắt đầu quá trình lật đổ sự cai trị của Hadi ở phía nam".

## Khí hậu
Aden có khí hậu sa mạc nóng (BWh) theo hệ thống phân loại khí hậu Köppen-Geiger. Mặc dù Aden hầu như không có mưa quanh năm, thành phố luôn luôn ẩm ướt.
| Dữ liệu khí hậu của Aden                 | Dữ liệu khí hậu của Aden | Dữ liệu khí hậu của Aden | Dữ liệu khí hậu của Aden | Dữ liệu khí hậu của Aden | Dữ liệu khí hậu của Aden | Dữ liệu khí hậu của Aden | Dữ liệu khí hậu của Aden | Dữ liệu khí hậu của Aden | Dữ liệu khí hậu của Aden | Dữ liệu khí hậu của Aden | Dữ liệu khí hậu của Aden | Dữ liệu khí hậu của Aden | Dữ liệu khí hậu của Aden |
| Tháng                                    | 1                        | 2                        | 3                        | 4                        | 5                        | 6                        | 7                        | 8                        | 9                        | 10                       | 11                       | 12                       | Năm                      |
| ---------------------------------------- | ------------------------ | ------------------------ | ------------------------ | ------------------------ | ------------------------ | ------------------------ | ------------------------ | ------------------------ | ------------------------ | ------------------------ | ------------------------ | ------------------------ | ------------------------ |
| Cao kỉ lục °C (°F)                       | 31.1 (88.0)              | 31.7 (89.1)              | 35.0 (95.0)              | 37.8 (100.0)             | 41.1 (106.0)             | 41.1 (106.0)             | 41.1 (106.0)             | 42.8 (109.0)             | 38.3 (100.9)             | 38.9 (102.0)             | 35.0 (95.0)              | 32.8 (91.0)              | 42.8 (109.0)             |
| Trung bình ngày tối đa °C (°F)           | 28.5 (83.3)              | 28.6 (83.5)              | 30.2 (86.4)              | 32.2 (90.0)              | 34.1 (93.4)              | 36.6 (97.9)              | 35.9 (96.6)              | 35.3 (95.5)              | 35.4 (95.7)              | 33.0 (91.4)              | 30.7 (87.3)              | 28.9 (84.0)              | 32.4 (90.3)              |
| Trung bình ngày °C (°F)                  | 25.7 (78.3)              | 26.0 (78.8)              | 27.2 (81.0)              | 28.9 (84.0)              | 31.0 (87.8)              | 32.7 (90.9)              | 32.1 (89.8)              | 31.5 (88.7)              | 31.6 (88.9)              | 28.9 (84.0)              | 27.1 (80.8)              | 26.0 (78.8)              | 29.1 (84.4)              |
| Tối thiểu trung bình ngày °C (°F)        | 22.6 (72.7)              | 23.2 (73.8)              | 24.0 (75.2)              | 25.6 (78.1)              | 27.7 (81.9)              | 28.8 (83.8)              | 28.0 (82.4)              | 27.5 (81.5)              | 27.8 (82.0)              | 24.6 (76.3)              | 23.2 (73.8)              | 22.9 (73.2)              | 25.5 (77.9)              |
| Thấp kỉ lục °C (°F)                      | 15.6 (60.1)              | 17.2 (63.0)              | 18.9 (66.0)              | 18.9 (66.0)              | 21.1 (70.0)              | 23.9 (75.0)              | 22.8 (73.0)              | 23.3 (73.9)              | 25.0 (77.0)              | 18.9 (66.0)              | 18.3 (64.9)              | 16.7 (62.1)              | 15.6 (60.1)              |
| Lượng Giáng thủy trung bình mm (inches)  | 6 (0.2)                  | 3 (0.1)                  | 5 (0.2)                  | 2 (0.1)                  | 1 (0.0)                  | 0 (0)                    | 3 (0.1)                  | 3 (0.1)                  | 5 (0.2)                  | 1 (0.0)                  | 3 (0.1)                  | 5 (0.2)                  | 36 (1.4)                 |
| Số ngày giáng thủy trung bình (≥ 0.1 mm) | 3                        | 2                        | 2                        | 2                        | 1                        | 1                        | 2                        | 2                        | 1                        | 1                        | 1                        | 3                        | 20                       |
| Độ ẩm tương đối trung bình (%)           | 72                       | 72                       | 74                       | 74                       | 72                       | 66                       | 65                       | 65                       | 69                       | 68                       | 70                       | 70                       | 70                       |
| Số giờ nắng trung bình tháng             | 241.8                    | 203.4                    | 217.0                    | 240.0                    | 303.8                    | 282.0                    | 241.8                    | 269.7                    | 270.0                    | 294.5                    | 285.0                    | 257.3                    | 3.106,3                  |
| Số giờ nắng trung bình ngày              | 7.8                      | 7.2                      | 7.0                      | 8.0                      | 9.8                      | 9.4                      | 7.8                      | 8.7                      | 9.0                      | 9.5                      | 9.5                      | 8.3                      | 8.5                      |
| Nguồn: Deutscher Wetterdienst            |                          |                          |                          |                          |                          |                          |                          |                          |                          |                          |                          |                          |                          |